# Esteve Torent i Torrebadella
Esteve Torent i Torrebadella (Granollers, ?–Barcelona, 1894) fou un notari català.
Nascut a Granollers en una família benestant, fill d'Eveli Torent i Teresa Torrebadella i germà del metge Ramon Torent i Torrebadella. Es va instal·lar a Badalona com a notari de la localitat el 1856, sempre gaudí d'un notable prestigi professional tant a dins com a fora de la vila. Participà també de la política municipal, fou elegit regidor de la candidatura liberal o administrativa que encapçalà Sebastià Badia i Gibert, que fou el primer alcalde electe del Sexenni Democràtic.
Es té constància que fou escrivà de l'escrivania de Marina del districtes de Badalona, Mataró i el Masnou entre 1875 i 1876. En el mateix període, des de desembre de 1875 a abril de 1876 exercí també de forma interina com a escrivà de Marina del Terç i Província de Barcelona per defunció del titular. El 1876 també nasqué el seu fill Eveli Torent i Marsans, un notable pintor, il·lustrador i maçó.
Per tal de poder atendre de més a prop els assumptes laborals, el 1891 es traslladà amb la família a Barcelona, on va morir el 1894.